# الواجهة الرقمية للآلات الموسيقية

شعار ميدي من رابطة مصنعي ميدي

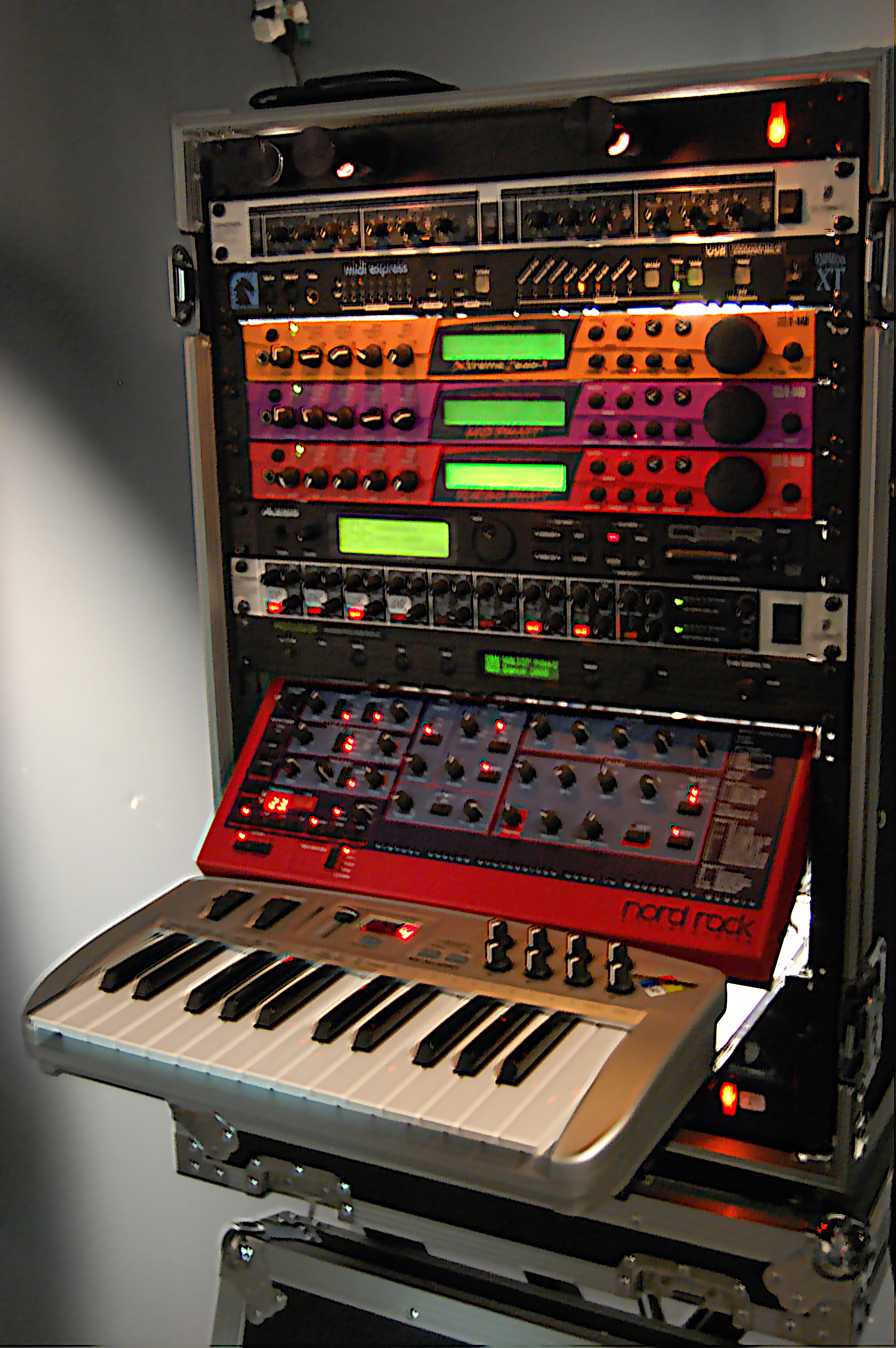
تمكن ميدي من العزف على عدة آلات موسيقية إلكترونية باستعمال جهاز تحكم واحد (لوحة مفاتيح موسيقية عادة، كما هو مبين في الصورة).

الواجهة الرقمية للآلات الموسيقية (بالإنجليزية: Musical Instrument Digital Interface)‏ وتعرف باختصار ميدي (بالإنجليزية: MIDI)‏ هي معيار تقني يصف بروتوكولا تواصليا وواجهة رقمية وموصلات كهربائية تربط أنواع مختلفة من الآلات الموسيقية الإلكترونية والحواسيب وأجهزة صوتية أخرى لغرض عزف وتعديل وتسجيل الموسيقى. تعود مواصفات الواجهة إلى منشور لديف سميث وتشيت وود في مؤتمر «مجتمع الهندسة الصوتية أكتوبر 1981» في نيويورك وكانت تسمى حينها «واجهة السنثسيزر الموحدة».
يمكن لصلة ميدي واحدة تمر عبر كابل ميدي أن تحمل ستة عشر قناة من المعلومات والتي يمكن توجيه كل واحدة منها لأجهزة أو آلات منفصلة، فيمكن على سبيل المثال ربطها بستة عشر آلة موسيقية إلكترونية مختلفة. تحمل ميدي رسالات الأحداث وهي بيانات تحدد التعليمات الموسيقية مثل المدة الفاصلة بين النغمات، الحدة، سرعة الضغط (وترتبط بالجهارة)، الفيبراتو (اهتزاز الحدة)، التحكم في القنوات الستريوفونية اليمنى واليسرى وإشارات الساعة (التي تحدد سرعة الإيقاع). عندما يعزف موسيقي على آلة ميدي فيضغط على المفاتيح أو يدير مقبضا أو عنصر تحكم، يتحول كل هذا إلى بيانات ميدي. أحد تطبيقات ميدي الشائعة هو العزف على آلة مفاتيح ميدي أو جهاز متحكم آخر واستخدامها لتفعيل وحدة صوت إلكتروني (والتي تحتوي على أصوات موسيقية مصنعة) لإنتاج أصوات يسمعها الجمهور من خلال مضخم آلة مفاتيح. يمكن نقل بيانات ميدي عبر كابل ميدي أو يو إس بي أو تسجيلها بمرتب موسيقي أو محطة عمل صوتيات رقمية لتعديلها أو الاستماع إليها.:4
توجد أيضا صيغة ملف تخزن وتتبادل البيانات. تتضمن مميزات ميدي صغر حجم الملفات، سهولة التعديل والتغيير ومجال واسع لاختيار الآلات الموسيقية الإلكترونية وآلات السنثسيزر أو العينات الرقمية. يمكن لصوت تسجيل عزف على لوحة مفاتيح أن يشبه صوت البيانو أو آلة مفاتيح أخرى؛ لكن بما أن ميدي تسجل الرسائل والمعلومات المتعلقة بالنوطات وليس الأصوات المحددة، يمكن تغيير هذا التسجيل إلى عدة أصوات أخرى من صوت عينة غيتار أو غيتار اصطناعي أو صوت مزمار إلى أوركيسترا كاملة. تسجيل ميدي ليس إشارة صوتية بخلاف التسجيلات الصوتية التي ينتجها ميكروفون مثلا.
قبل تطوير ميدي لم تتمكن الآلات الموسيقية الإلكترونية من مصنعين مختلفين أن تتواصل مع بعضها، كان هذا يعني هذا أن الموسيقيين لم يتمكنوا على سبيل المثال من وصل آلة مفاتيح لشركة رولاند بوحدة سنثسيزر لشركة ياماها. مع ميدي يمكن لأي آلة مفاتيح (أو جهاز متحكم آخر) متوافقة مع ميدي أن توصل بأي مرتب موسيقي، وحدة صوتية، آلة طبول، سنثسيزر، أو حاسوب حتى إذا كانت من مصنعين مختلفين بشرط أن تكون متوافقة مع ميدي.
كانت تكنولوجيا ميدي موحدة الاستخدام في عام 1983 من قبل لجنة من ممثلي صناعة الموسيقى، ويتم إدارتها من قبل رابطة مصنعي ميدي، كل معايير ميدي الرسمية يتم تطويرها ونشرها من قبل رابطة مصنعي ميدي في لوس أنجلوس، كاليفورنيا، الولايات المتحدة الأمريكية، وبالنسبة لليابان فالمسؤول عنها هو الرابطة المشتركة لصناعة الإلكترونيات الموسيقية في طوكيو (بالإنجليزية: Association of Musical Electronics Industry AMEI)‏. سنة 2016 أسست رابطة مصنعي ميدي «مؤسسة ميدي» (TMA) لتدعم مجتمعا عالميا مكونا من أناس يعملون أو يعزفون أو يصنعون باستعمال ميدي.

## التاريخ

### تطور MIDI
بحلول نهاية السبعينات كانت الأجهزة الموسيقية الإلكترونية تزداد شيوعا وبأسعار معقولة في أمريكا الشمالية وأوروبا واليابان، ولكنها كانت اجهزة بدائية حيث لم تكن الا على تشغيل نوتة موسيقية واحدة كل مرة، يتم التحكم بها عن طريق الطاقة التي تنتجها لوحة المفاتيح الخاصة.
كانت الشركات المصنعة تستخدم هذه الطاقة لربط الآلات الموسيقية مع بعضها البعض بحيث يمكن لأحد الاجهزة التحكم في جهاز آخر أو أكثر ولكن هذا
النظام لم يكن كافيا للسيطرة على الالحان اتي يتم اضافتها لاحقا.

## وصلات خارجية
- الموقع الرسمي